# Stranger (chanson d'Electric Light Orchestra)
Pour les articles homonymes, voir The Stranger.
Singles de Electric Light Orchestra
Four Little Diamonds
(1983) Calling America
(1986)
Pistes de Secret Messages
Four Little Diamonds Danger Ahead
Stranger est une chanson d'Electric Light Orchestra tirée de l'album Secret Messages, sorti en 1983. Également parue en single, elle s'est classée 105e aux États-Unis.